# Арал Шимшир
Догуха́н Ара́л Шимши́р (тур. Doğuhan Aral Şimşir; нар. 19 червня 2002, Кеге) — турецький і данський футболіст, нападник данського клубу «Мідтьюлланн».

## Клубна кар'єра

### «Мідтьюлланн»
До 2016 року займався футболом в команді «ГБ Кеге», звідки 2017 року приєднався до академії «Мідтьюлланна». 1 червня 2020 року дебютував в основному складі «Мідтьюлланна» в матчі данської Суперліги проти «Горсенса», вийшовши на заміну Андерсу Дреєру.
22 вересня 2021 року в поєдинку Кубка Данії проти «Кьєллерупа» забив свій перший гол у професіональній кар'єрі. В сезоні 2021–22 разом з молодіжною командою «Мідтьюлланна» дійшов до 1/8 фіналу Юнацької ліга УЄФА, ставши із 7-ма голами найкращим бомбардиром турніру.

#### Оренди в «Єрв» та «Ліллестрем»
7 березня 2022 року відправився в оренду в норвезький «Єрв» до кінця сезону. 3 квітня 2022 року дебютував за нову команду в матчі Елітесеріен проти «Стремсгодсета», замінивши Вілліса Фуртаду. 18 квітня того ж року в поєдинку проти «Кристіансунна» забив свій перший гол за «Єрв». Всього за час оренди провів за «Єрв» 23 зустрічі, відзначившись трьома м'ячами.
7 липня 2022 року підписав новий п'ятирічний контракт з. 28 серпня 2022 року достроково повернувся в «Мідтьюлланн», після чого одразу на правах оренди перейшов в інший норвезький клуб «Ліллестрем». 4 вересня 2022 року дебютував за «Ліллестрем» в матчі Елітесеріен проти «Волеренги», вийшовши на заміну Іллдрену Ібрагімаю. У підсумку зіграв 6 поєдинків за клуб.

#### Повернення в «Мідтьюлланн»
12 березня 2023 року в матчі проти «Люнгбю» відзначився першим голом у Суперлізі. 29 червня 2023 року підписав новий контракт з «Мідтьюлланном» до червня 2028 року.
В сезоні 2023–24 провів за «Мідтьюлланн» 33 поєдинки, в яких забив 4 м'ячі, допомігши команді виграти Суперлігу. 23 липня 2024 року в матчі кваліфікації проти андоррського клубу «Уніо Еспортива» дебютував у Лізі чемпіонів УЄФА, відзначившись своїм першим голом у єврокубках. За підсумками серпня 2024 року потрапив до команди місяця в Суперлізі. 29 вересня забив гол у ворота «Віборга», який був визнаний голом місяця в данській Суперілізі за вересень 2024 року.
10 серпня 2025 року матч Суперліги проти «Федерісії» став для нього ювілейним, 100-м, в складі «Мідтьюлланна».

## Кар'єра в збірній
Виступав за збірні Данії до 16, до 17, до 18 і до 19 років. У травні 2022 року вирішив виступати за збірну Туреччини, дебютувавши у підсумку за команду до 21 року.

## Статистика виступів
Станом на 14 серпня 2025
| Клуб              | Сезон             | Чемпіонат         | Чемпіонат | Чемпіонат | Кубок | Кубок | Єврокубки | Єврокубки | Інші  | Інші | Всього | Всього |
| Клуб              | Сезон             | Дивізіон          | Матчі     | Голи      | Матчі | Голи  | Матчі     | Голи      | Матчі | Голи | Матчі  | Голи   |
| ----------------- | ----------------- | ----------------- | --------- | --------- | ----- | ----- | --------- | --------- | ----- | ---- | ------ | ------ |
| Мідтьюлланн       | 2019–20           | Суперліга         | 3         | 0         | 0     | 0     | 0         | 0         | —     | —    | 3      | 0      |
| Мідтьюлланн       | 2020–21           | Суперліга         | 0         | 0         | 1     | 0     | 0         | 0         | —     | —    | 1      | 0      |
| Мідтьюлланн       | 2021–22           | Суперліга         | 1         | 0         | 1     | 1     | 0         | 0         | —     | —    | 2      | 1      |
| Мідтьюлланн       | 2022–23           | Суперліга         | 15        | 2         | —     | —     | 1         | 0         | 1     | 1    | 17     | 3      |
| Мідтьюлланн       | 2023–24           | Суперліга         | 25        | 4         | 2     | 0     | 6         | 0         | —     | —    | 33     | 4      |
| Мідтьюлланн       | 2024–25           | Суперліга         | 23        | 3         | 1     | 1     | 13        | 2         | —     | —    | 37     | 6      |
| Мідтьюлланн       | 2025–26           | Суперліга         | 4         | 1         | 0     | 0     | 4         | 1         | —     | —    | 8      | 2      |
| Мідтьюлланн       | Всього            | Всього            | 71        | 10        | 5     | 2     | 24        | 3         | 1     | 1    | 101    | 16     |
| → Єрв             | 2022              | Елітесеріен       | 20        | 3         | 3     | 0     | —         | —         | —     | —    | 23     | 3      |
| → Ліллестрем      | 2022              | Елітесеріен       | 7         | 0         | —     | —     | —         | —         | —     | —    | 7      | 0      |
| Всього за кар'єру | Всього за кар'єру | Всього за кар'єру | 99        | 13        | 8     | 2     | 23        | 3         | 1     | 1    | 131    | 19     |

1. 1 2  Матчі в Лізі Європи УЄФА
2. ↑  Матчі плей-оф за участь в Лізі Європи УЄФА
3. ↑  Матчі в Лізі конференцій УЄФА
4. ↑  6 матчів і 2 голи в Лізі чемпіонів УЄФА, 7 матчів у Лізі Європи УЄФА

## Досягнення
«Мідтьюлланн»
- Чемпіон Данії (2): 2019–20[24], 2023–24[25]
- Володар Кубка Данії: 2021–22[26]

Особисті досягнення
- Найкращий бомбардир Юнацької ліги УЄФА: 2021–22 (7 голів)[a][27]
- Команда місяця данської Суперліги (3): липень 2024, серпень 2024[28], березень 2025[29]
- Гол місяця данської Суперліги: вересень 2024[30]

1. ↑  спільно з Мадсом Гансеном